# NGC 2071
NGC 2071 é uma nebulosa na direção da constelação de Orion. O objeto foi descoberto pelo astrônomo William Herschel em 1786, usando um telescópio refletor com abertura de 18,6 polegadas. 